# 구 왕궁 (프라하)

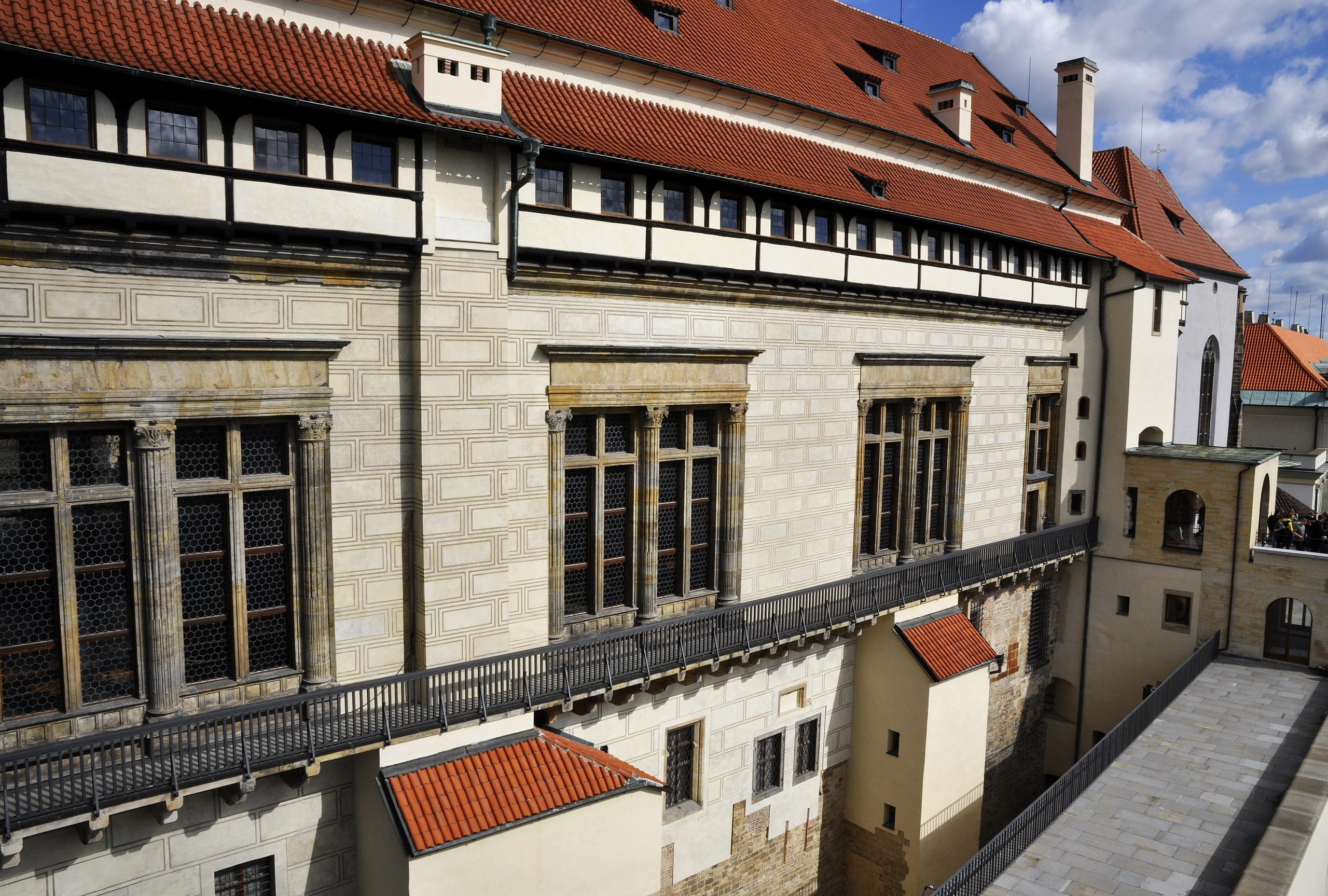
구 왕궁

구 왕궁(체코어: Starý královský palác)은 체코 프라하에 있는 프라하성의 일부다. 역사는 12세기로 거슬러 올라가며 고딕과 르네상스 양식으로 설계되었다. 블라디슬라브스키 홀은 취임식에 사용되며 국가에서 가장 중요한 대표 홀이다. 또한 체코 왕관 복제품이 보관되어 있다.